# Crackesbaba-labda
A Crackesbaba-labda (eredeti címén: Crack Baby Athletic Association) a South Park című amerikai animációs sorozat 214. része (a 15. évad 5. epizódja). Elsőként 2011. május 25-én sugározták az Egyesült Államokban a Comedy Central műsorán. Magyarországon 2012. január 10-én szintén a Comedy Central mutatta be.
Az epizódot 2011-ben Emmy-díjra jelölték, és több filmet, köztük a "Csoda a 34. utcában"-t figurázza ki.

## Cselekmény
Miután Kyle megnézi a "világ legdepisebb reklámját", amit Sarah McLahlan készített a crackfüggő anyák szintén függő csecsemőiről, elhatározza, hogy elmegy önkénteskedni a kórházba. Megdöbbenve látja, hogy Cartman ugyanúgy önkénteskedik, és ettől gyanút fog. Megtudja, hogy Cartman, Clyde, Craig és Butters úgynevezett crackbabás kosárlabdát szerveznek, amiben a crackfüggő gyermekek egymással harcolnak egy crackkel töltött labdáért, és ezt közvetítik az interneten. Kyle elszörnyed és távozni akar, de Cartman biztosítja, hogy ez mindenki számára nyerő, és mivel kellene nekik egy zsidó a könyveléshez, felkéri, hogy szálljon be. Kyle csatlakozik, később pedig folyamatosan önigazolja a tetteit Stan előtt, aki mindezt néma csendben hallgatja végig, csak annyi megjegyzést fűz hozzá, hogy úgy beszél, mint Cartman.
Az üzlet nagyon jól megy, olyannyira, hogy szerződést akar velük kötni az EA Sports, akik meg akarják venni a játéklicensz-jogokat. Kyle ellenkezik, mert a cég jogot kapna arra, hogy felhasználja a babák arcát és nevét, de ezért cserébe nem ad semmit. Cartman szerint ők nonprofit cég, ezért nem tehetik meg, de megígéri, hogy álruhában kideríti, hogyan ússza meg a többi cég. Elmegy a Coloradói Egyetem testnevelési karára, sztereotíp módon déli ültetvényesnek öltözve, és a fekete diákatlétákra hivatkozik úgy, mintha szolgák lennének, csak hogy megtudja, nekik miért nem kell fizetniük. Választ nem kap, sőt kidobatják. Kyle úgy gondolja, hogy a bevételük 30 százalékát költhetnék egy árvaház felépítésére. Meglepő módon Cartman is vevő az ötletre. Eközben Clyde és Craig megpróbálják megtalálni Slasht, mert szerződtetni akarják, hogy játsszon egy félidei show-ban. Hamarosan rájönnek, hogy Slash nem létezik, ő egy kitalált karakter, akit a holland Vunter Slaush után mintáztak, és ahányszor találkoznak vele, az igazából valamelyik szülőjük beöltözve. Ez megmagyarázza, hogy lehet az, hogy Slash egyszerre több helyen is fel tud lépni.
Amikor aláírják a szerződést az EA Sports-szal, a vezérigazgató, Peter Moore (aki sztereotíp módon ábrázolva, déli ültetvényesként jelenik meg) közli, hogy most már az övék az összes jog, és minden bevételt megtartanak. Kyle teljesen összeomlik a hír hallatán, miközben a többiek még mindig azon vannak kiakadva, hogy Slash nem létezik. Amikor visszautaznak South Parkba, megdöbbenve látják, hogy felépült az árvaház. Mikor Kyle felteszi a kérdést, hogy ki építtette fel, meglátja Slash cilinderjét és gitárját a sarokban, ami visszaadja a hitüket, hogy hátha mégis igazi.

## Fordítás
- Ez a szócikk részben vagy egészben  a   Crack Baby Athletic Association című angol Wikipédia-szócikk ezen változatának fordításán alapul.  Az eredeti cikk szerkesztőit annak laptörténete sorolja fel. Ez a jelzés csupán a megfogalmazás eredetét és a szerzői jogokat jelzi, nem szolgál a cikkben szereplő információk forrásmegjelöléseként.| - m - v - sz South Park Tizenötödik évad (2011)                                                                                                                                                                                                                                                                      | - m - v - sz South Park Tizenötödik évad (2011) |
| --- | ----------------------------------------------- |
| - 1501 – Százlábú iPad - 1502 – Viccrobot - 1503 – Királyi puding - 1504 – T.S.I. - 1505 – Crackesbaba-labda - 1506 – City Szusi - 1507 – Öregszünk - 1508 – Farburger - 1509 – Az utolsó Mehikán - 1510 – Süldő süllők - 1511 – Broadway gané - 1512 – 1% - 1513 – History Channel hálaadás - 1514 – A csóró gyerek |                                                 |